# أوميغا سيكتور

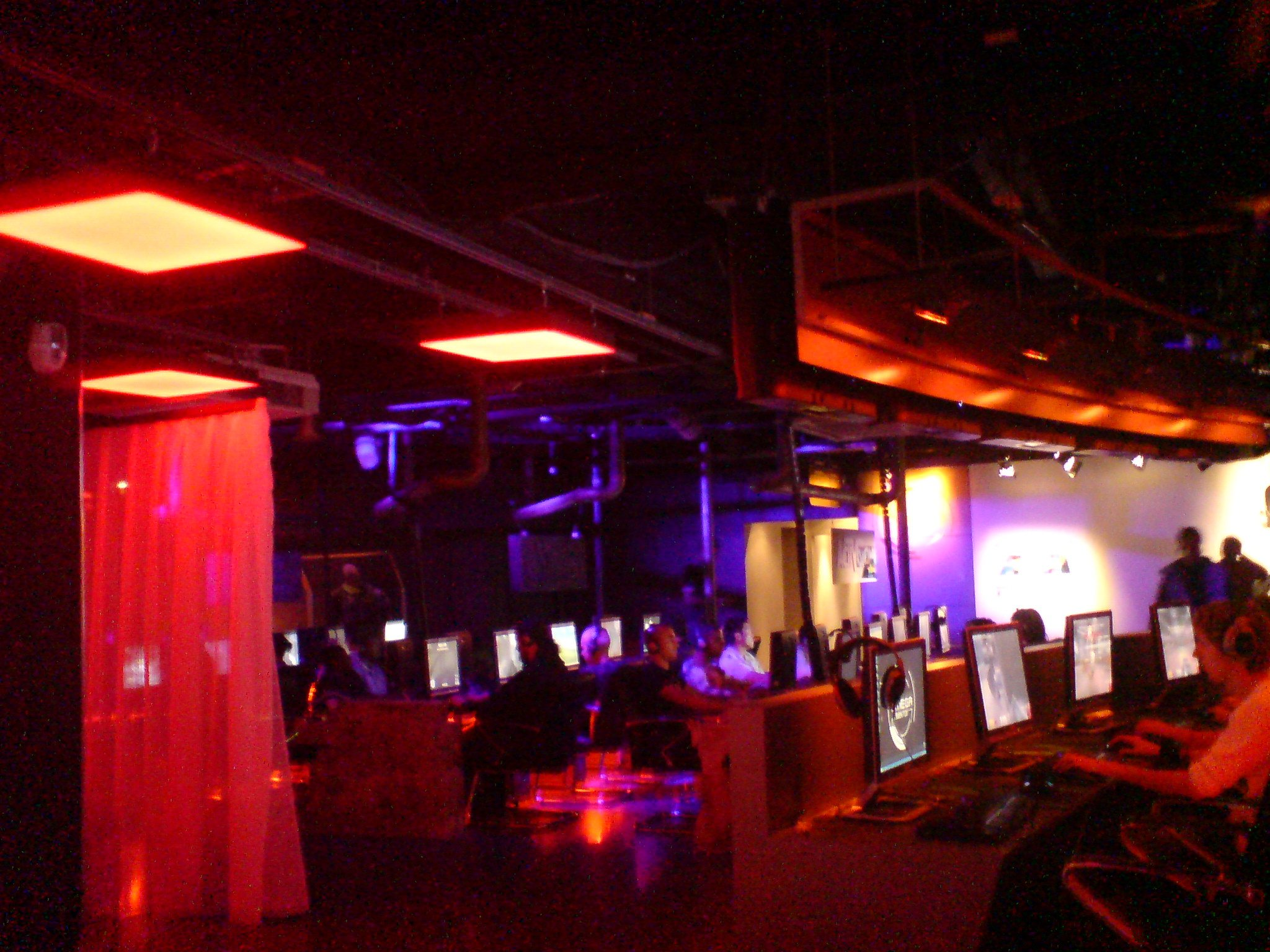
أوميغا سيكتور، لقطة من مسرح المنافسات إلى اليمين.

أوميغا سيكتور هو مركز ألعاب كومبيوتر أون لاين، ويعتبر الأكبر من نوعه في العالم، ويقع في مدينة برمنكهام، المملكة المتحدة.
تكلفة إنشاء المركز كانت 4 ملايين باوند إسترليني وافتتح أبوابه للعامة يوم الجمعة 10 أغسطس، 2007، واستبدل موقع محلات فيرجين ميغاستورز التي كانت في المكان الذي يحتله المركز الآن.

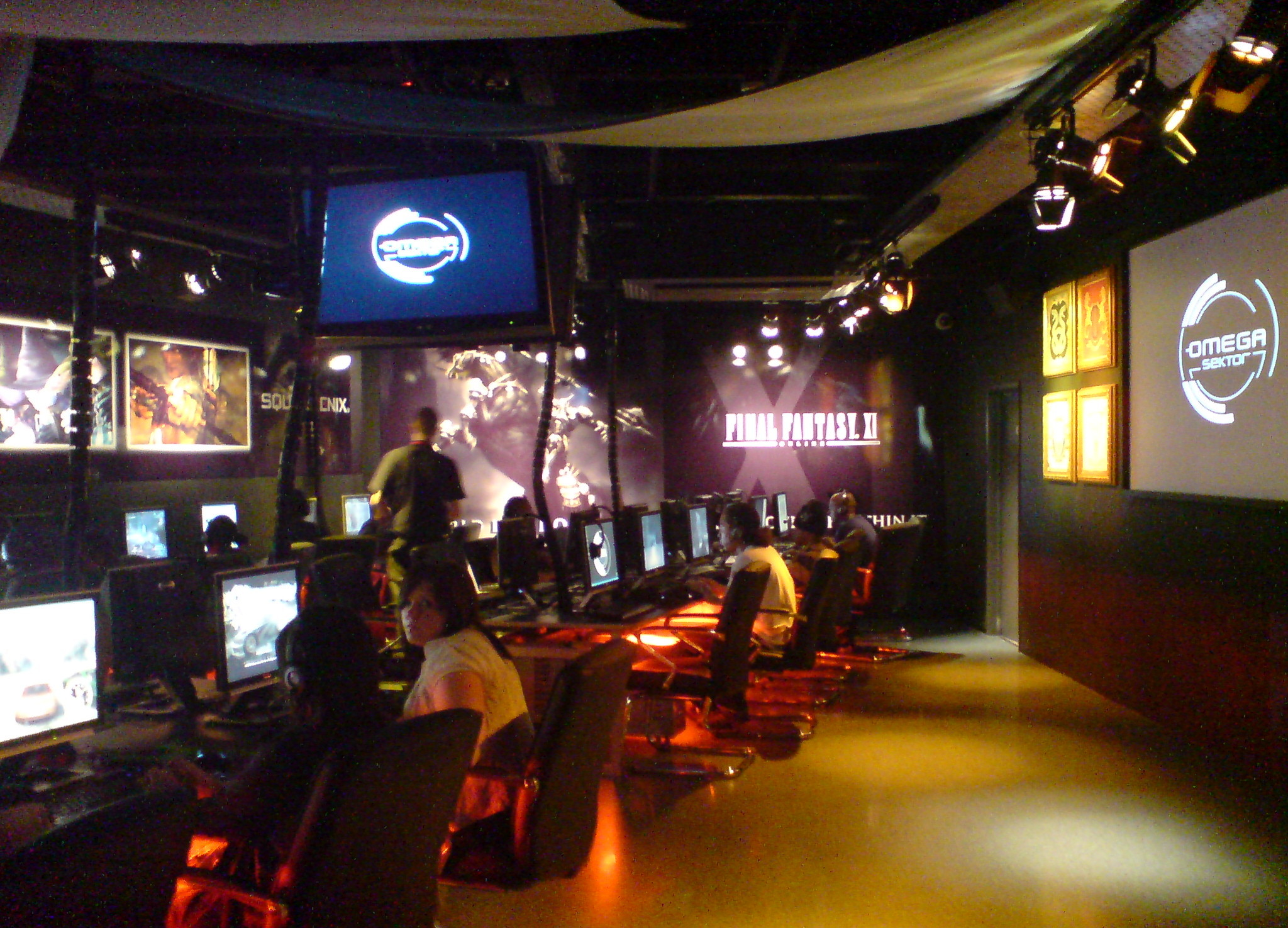
أوميغا سيكتور، لقطة في غرفة الفاينال فانتاسي.

يحتل المركز مساحة 22,000 قدم مربع ويحتوي على أكثر من 400 كومبيوتر بي سي ذات مواصفات عالية جداً، وأجهزة الألعاب الفيديو الحديثة مثل البلاي ستيشن 3 والإكس بوكس 360. المركز يحتوي أيضاً على مقهى للأنترنت، غرفة خاصة للمناسبات الخاصة، وشاشات بلازما ضخمة وبروجيكتورات عديدة في جميع أنحاء المركز، بالإضافة إلى منطقة مخصصة للموسيقى حيث يتم عرض كليبات فيديوية على شاشات بلازما ضخمة جداً في غرفة مانعة للصوت
يُعتقد أن مراكز أخرى من نفس النوع سوف تفتتح في أنحاء أوروبا وتكون شبيهه، ولكن فريدة، من نوعها. ولكن؛ لم يتم تأكيد متى وأين سوف تفتتح هذه المراكز.